# Feng-szu tung-ji
A Feng-szu tung-ji (Fengsu tongyi) (szó szerint: „Szokások és hagyományok átfogó értelmezése”), vagy rövidebb címén: Feng-szu tung (Fengsu tong), a Keleti Han-dinasztia idején élt író, történész Jing Sao (Ying Shao) (140–206; 應劭 / 应劭) műve, amely művével 195 körül készült el. Az almanach jellegű mű a korabeli irodalmárok érdeklődésére számot tartó különleges szokások, egzotikus dolgok, hiedelmek leírásának gyűjteménye.

## Szerkezete
A mű eredetileg 30 fejezetet tartalmazott, amelyek közül ma már csak 10 ismert. A szöveg újraszerkesztését Jü Csung-zsung (Yu Zhongrong) (庾仲容) és a Ma-cung (Ma Zong) (馬總) munkái alapján Szu Szung (Su Song) (1020–1101; 蘇頌) végezte el. Az elveszett fejezetekből egyes, rövid részletek idézetek formájában más művekben is fellelhetők. A műnek magyar fordítása egyelőre nem létezik.
| Fejezetszám | Kínaiul | Átírásban               |
| ----------- | ------- | ----------------------- |
| 01.         | 皇霸    | Huang-pa (Huangba)      |
| 02.         | 正失    | Cseng-si (Zhengshi)     |
| 03.         | 愆禮    | Jen-li (Yanli)          |
| 04.         | 過譽    | Kuo-jü (Guoyu)          |
| 05.         | 十反    | Si-fan (Shifan)         |
| 06.         | 聲音    | Seng-jin (Shengyin)     |
| 07.         | 窮通    | Csiung-tung (Qiongtong) |
| 08.         | 祀典    | Sze-tien (Sidian)       |
| 09.         | 怪神    | Kuaj-sen (Guaishen)     |
| 10.         | 山澤    | San-cö (Shanze)         |